# Stefan Rachoń
Stefan Rachoń (* 4. Januar 1906 in Ostrów/Gmina Wilkołaz, Russisches Kaiserreich; † 3. August 2001 in Olsztyn) war ein polnischer Geiger und Dirigent.
Rachoń absolvierte die Staatliche Musikhochschule in Lublin und studierte am Warschauer Konservatorium Geige bei Józef Jarzębski (1929–32) und Irena Dubiska (1932–34) sowie Dirigieren bei Grzegorz Fitelberg (1934–36). Während des Studiums arbeitete er als Stummfilmmusiker und debütierte 1930 in einer Sendung für junge Talente des polnischen Rundfunks. Er wurde Mitglied eines der Rundfunkorchester, mit dem er in Warschau auftrat. Während des Zweiten Weltkrieges leitete er ein Orchester mit Musikern aus dem Generalgouvernement in Krakau und Lublin.
1945 gründete er das Radio-Sinfonieorchester Warschau, dessen Direktor und Dirigent er bis 1975 war und das er als Dirigent noch bis 1980 leitete. Mit dem Orchester machte 10.000 Archiv- und CD-Aufnahmen von Opern-, Operetten-, Symphonie- und Unterhaltungsmusik, nahm an Liedfestivals in Opole, Sopot und Zielona Góra teil und begleitete Sänger bei Bühnenkonzerten und Aufnahmen in Polen und im Ausland (u. a. in England, der Tschechoslowakei, der DDR, der Sowjetunion und Ungarn). Für seine Tätigkeit als Dirigent wurde er u. a. mit dem Goldenen Mikrophon, dem Ritter-, Offiziers- und dem Kommandeurskreuz mit Stern des Orden Polonia Restituta ausgezeichnet.